# توني جاكسون (لاعب كرة سلة مواليد 1942)
توني جاكسون (بالإنجليزية: Tony Jackson)‏ مواليد 07 نوفمبر 1942 في بروكلين - الوفاة 28 أكتوبر 2005، كان لاعب كرة سلة أمريكي. بدأ مسيرته الاحترافية في سنة 1961. لعب في الرابطة الأمريكية لكرة السلة. تم اختياره من قبل فريق نيويورك نيكس خلال الدرافت. بلغ طوله 6 قدم 4 بوصة (1.9 م). اعتزل اللعب في 1969.

## روابط خارجية
- توني جاكسون على موقع سبورتس رفرنس (الإنجليزية)
- توني جاكسون على موقع كلية كرة السلة في سبورتس رفرنس.كوم (الإنجليزية)
- توني جاكسون على موقع ريلجم (الإنجليزية)